# ぱいどん
『ぱいどん』は、TEZUKA2020プロジェクトによる日本の漫画作品。ディープラーニングを用いた世界初の人工知能を使って制作された漫画である。合理的なデジタル社会となった2030年の東京を舞台に、異能を持つホームレスの青年が事件解決に挑む物語。

## 概要
本作は2019年10月1日、東芝メモリから社名を変更したキオクシアによる、「#世界新記憶」キャンペーンの第1弾として発表された。このプロジェクトは記憶による新しい価値の創出を目指すもので、その一環として人工知能による手塚治虫の新作漫画制作プロジェクト「TEZUKA2020」（テヅカニーゼロニーゼロ）が決定した。
当初は2ページほどの超短編を予定していたが最終的に数十ページに及ぶ作品となったことや、キオクシアの希望で、制作期間は2020年2月までとされ、時間的制約が課題となった。制作に5年かけられれば、ストーリーの細かい部分もAIに任せられたが、上述の理由により、AIの役割はプロット制作とキャラクターデザインにとどめ、詳細な設定は手塚眞が考案、コマ割り、台詞、全身イラストといった実際の執筆部分は、その多くが人間の手で行われた。
『ぱいどん』は、2020年2月27日発行の漫画雑誌『モーニング』に前編が掲載され、大反響を呼んだことで、当初はインターネット上のみでの発表を予定していた後編も、前編と同じく、同年4月16日発行の『モーニング』に掲載された。プロジェクトに対する覚悟を問う意味で、制作過程も撮影公開されている。
元漫画編集者でライターの島田一志からは本作での主人公の両極性は、手塚治虫作品でよくあるものとされ、彼の漫画を形成する上で重要であるとの見方のある変身要素の存在が挙げられており、インターネット上では『鉄腕アトム』の天馬博士、戸沢博士のような負の部分を持つ科学者と父なるものが描かれているとの指摘がある。

## あらすじ

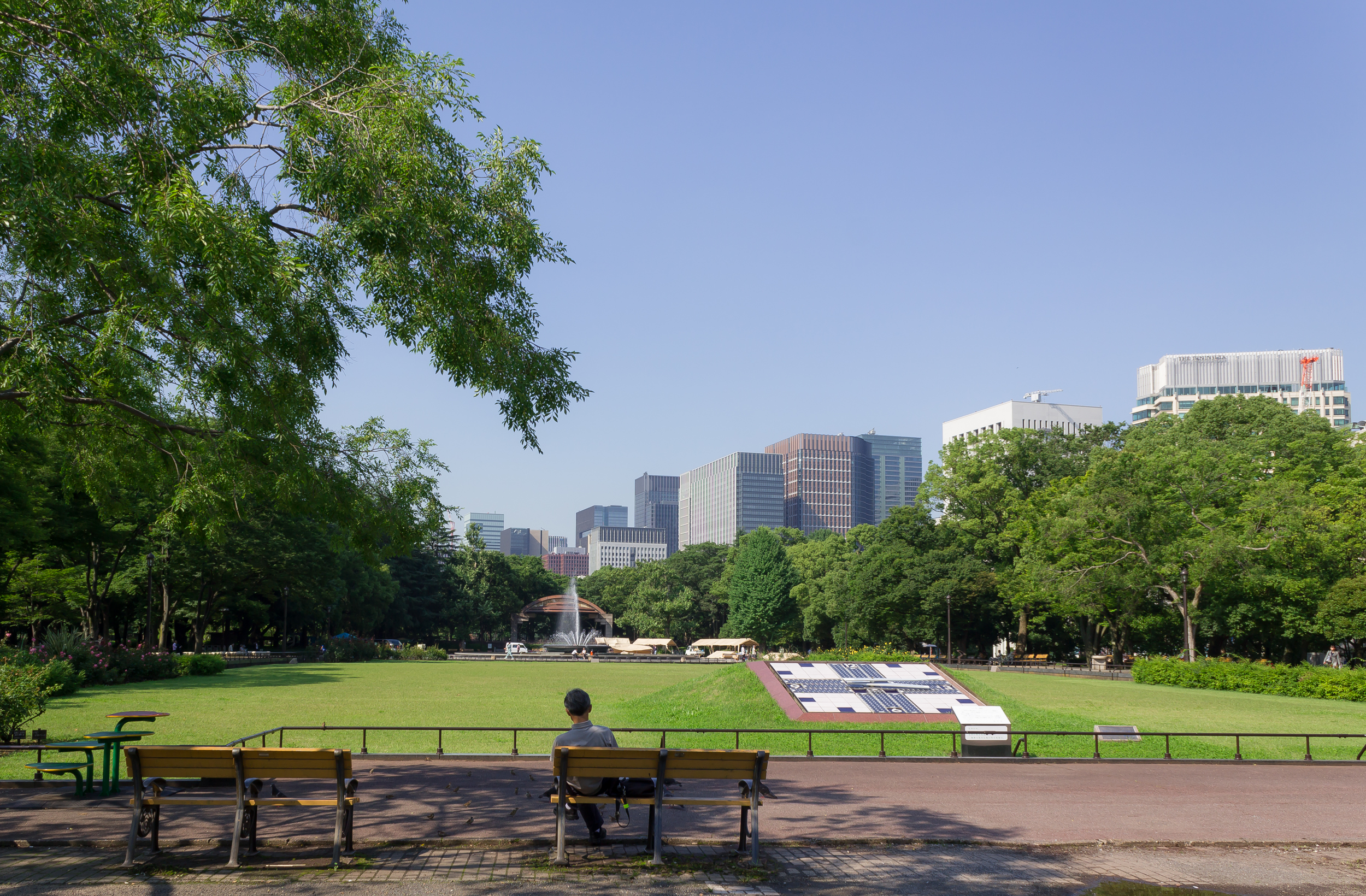
日比谷公園

2030年の東京。高度に進化した管理社会の中で、それに逆行するように日比谷公園でホームレスとして生活する青年「ぱいどん」のもとに、及川アン、イスミの姉妹が訪れる。2人の父である科学者の及川定倍は、クリーンエネルギー研究の第一人者で、海水からエネルギーを作り出す研究を行っていた。ところが完成間近の研究を残して、定倍は突然行方不明となってしまった。顔認証システムデータの取得や、それを管理する中央警察の力で定倍を見つけることができなかったため、姉妹はぱいどんに依頼するが、彼は受け入れようとしなかった。
報酬には糸目をつけないとも言ったが、金に興味のないぱいどんは気乗りしない様子で、一旦は断ろうとする。しかし美味いものが食えれば幸せという彼の言葉を聞いたアンが、謝礼として入手困難な「天日干し乾燥米」を提示する。またぱいどんは、イスミが母のおにぎりをもう一度食べたかったとの言葉にも興味を惹かれる。さらにぱいどんに付き従う小鳥のロボット、アポロの口添えもあり依頼を受けることにする。依頼を受けたぱいどんは左目に義眼をはめ込んだ。するとそれまでののんきなホームレスから一転、冷徹な探偵然とした別人格となり、顔つきも凛々しく変わる。
定倍が最後に監視カメラに映った研究所に向かう車中で、イスミは定倍とのやり取りを思い出す。病死した母イオを思って泣いていた彼女に、定倍がイオは死ぬべくして死んだと伝えていた。
研究所前の路上には、いくつものネズミの死体が落ちていた。怪しんだぱいどんが義眼でスキャンすると、体内にイナゴのような影があった。アポロの解析で、ネズミの体内にあるのは有機物ではなく、ロボットのイナゴであることが判明する。
研究所は他ならぬ定倍の指示により、姉妹でさえ出入りを禁じられていた。しかし定倍そのものに変装したぱいどんの演技が功を奏し、一行は潜入に成功する。研究所の地下4階には、本物の及川定倍が研究所所長の呉尾により監禁されていた。実は海水をエネルギーに変換する際、0.2パーセントの確率で毒ガスが発生するというリスクがあり、イオはその犠牲になった。ところが研究がもたらす名誉と金銭欲に目がくらんだ呉尾は、その事実を伏せ試験稼働を強行しようとしていた。
呉尾は定倍そっくりな人物が乗り込んできたことに驚きながらも、ぱいどんたちを誘い込み小部屋に閉じ込めてしまった。しかしあらかじめ別行動をとっていたアポロを通じて呉尾の陰謀を察知し、定倍の居場所をつかんだぱいどんは、ロボットイナゴに細工を講じたうえで難なく脱出。警備員をなぎ倒しながら定倍のもとへと向かう。
ロボットイナゴには破壊工作の機能が備わっていた。定倍は最後の手段として、ロボットイナゴを研究所に大量に呼び寄せ、自分もろとも研究所を葬り去ろうとする。しかしぱいどんはロボットイナゴの通信周波数に細工をし、海中へ身を投じるよう修正していた。こうして、ぱいどんは定倍と研究所を救うことに成功する。そして、父を救出するためぱいどんを利用するという、姉妹の真の目的を見破っていたことも明かす。
呉尾はこれで予定通り試験稼働できると喜ぶが、その直後に怒り心頭の大臣から連絡が入り、計画の中止と、毒ガス発生による死亡事故発生の動画公開を言い渡される。姉妹はこれもぱいどんの仕業だと感づくが、既に彼はその場を去っていた。ぱいどんが公園にて大喜びで謝礼の米で作ったおにぎりを食べ、水仙の花言葉を独り言ちたところで、物語は幕を閉じる。

## 登場キャラクター
ぱいどん
日比谷公園で生活する、ホームレスの青年。ぱいどんの呼び名は通称で、本名不明。記憶喪失だが母との思い出のおにぎりや花の名前は覚えている。左目に義眼をはめ込むと別人格になる。変装の達人で声もそっくりに似せることが可能。公園のピエタ像をベッド代わりによく寝ている。
手塚作品の主人公から特徴がピックアップされ、盛り込まれている。義眼で性格が変わり、異能を発揮するのは『三つ目がとおる』の写楽保介、変装が得意なのは『七色いんこ』の主人公、コミュニケーションに難点はあるが正義感が強く、日常での事件を解決するのはブラック・ジャックや『ミッドナイト』の三戸真也などといった『週刊少年チャンピオン』連載作のキャラクターが挙げられる。
及川 アン（おいかわ あん）
及川 イスミ（おいかわ いすみ）
父の行方を捜すことを依頼しに来た美人姉妹。姉のアンは積極的で前向き、妹のイスミは内向的で言葉数が少ない。
名前の由来はアンが古代ギリシア悲劇の『アンティゴネ』のアンティゴネー、イスミが同作のイスメネ。容姿は、ファッションが20年周期で流行することから2010年頃のものに未来感を加え、上品さを出して露出は抑え、性格も反映した。手塚キャラの造形においては目が重要なポイントの1つであるため、イスミの目は選ばれた画像とは別に指定された。
アポロ
ぱいどんに付き従う鳥型アンドロイド。ぱいどんの義眼はアポロの腹に収納、充電している。人物プロフィールを口から静止画で投影しつつ話したり、その場にいる動物を分析することや目で見ていることを離れた場所にいるぱいどんと共有するといった能力がある。足で水かきもできる水陸両用で頭から太陽光を得てエネルギーにしている。
名前の由来はアポローン。表情は『ブラック・ジャック』のピノコから着想を得ている。
本作のプロットに鳥キャラクターは元々は存在せず、鳥ロボットが登場する別のプロットから生み出された。
及川 定倍（おいかわ ていばい）
科学者で及川姉妹の父。クリーンエネルギー開発の第一人者。1971年生まれで血液型はAB型。6日前に行方不明になるが意見が対立した呉尾に研究所で監禁されていた。試験稼働を阻止するため、イナゴロボットを呼び寄せて、自らと共に研究所を葬り去るという最終手段に出るが、ぱいどんのおかげで事なきを得る。
名前の由来は姓が『オイディプス王』のオイディプース、名が舞台となっているテーバイから採られている。
及川 イオ（おいかわ いお）
定倍の妻。約1か月前に病死したことになっていたが、実際はプロジェクト研究中に発生した毒ガスによる事故死だった。
名前の由来は『オイディプス王』のイオカステー。
呉尾（くれお）
研究所所長。定倍と対立したことで彼を監禁、研究を推し進めようとする。
名前の由来は『アンティゴネ』のクレオーン。同作で彼はオイディプースをテーバイから追放する。
予言者
公園にいるかつて流行した占いロボット。
AIが生成したキャラではなく手塚作品の『ドオベルマン』をモデルに作られた。

## 制作

### 前身
「TEZUKA2020」の前身ともいえるものに「手塚治虫デジタルクローン」プロジェクトが存在する。これは『アトム ザ・ビギニング』に登場する練馬大学第7研究室を再現しようとするもので、手塚治虫のような創造性のあるAIを作る試みであった。
2017年6月29日に開催された、日本最大のコンテンツビジネスの国際総合展 コンテンツ東京2017の「手塚治虫がデジタルクローンで蘇る!? 漫画家AIプロジェクトメンバーによるスペシャルトークショー ～AIはクリエイティブ・コンテンツ制作をどう変えるか?～」という特別講演で可能性、意義、技術的ロードマップなどについて説明された。それによると、このプロジェクトが成功すれば日本発のクリエイティブAIとなった。一方でクリエイティブなAIの制作にあたり、必要事項は[汎用性・自律性・評価]の3点となっているが、そのうち現在のAIでは成果物の評価が一部の例外を除いてできないことが課題として挙げられていた。
プロジェクトのメンバーには後に「TEZUKA2020」に参加する制作メンバーが含まれていた。このプロジェクトは当初「手塚を甦らせる」ことを目標としていたものの、やがて「創作を手助けするAIの研究」へと変わり、2019年には停滞気味となっていた。

### 企画

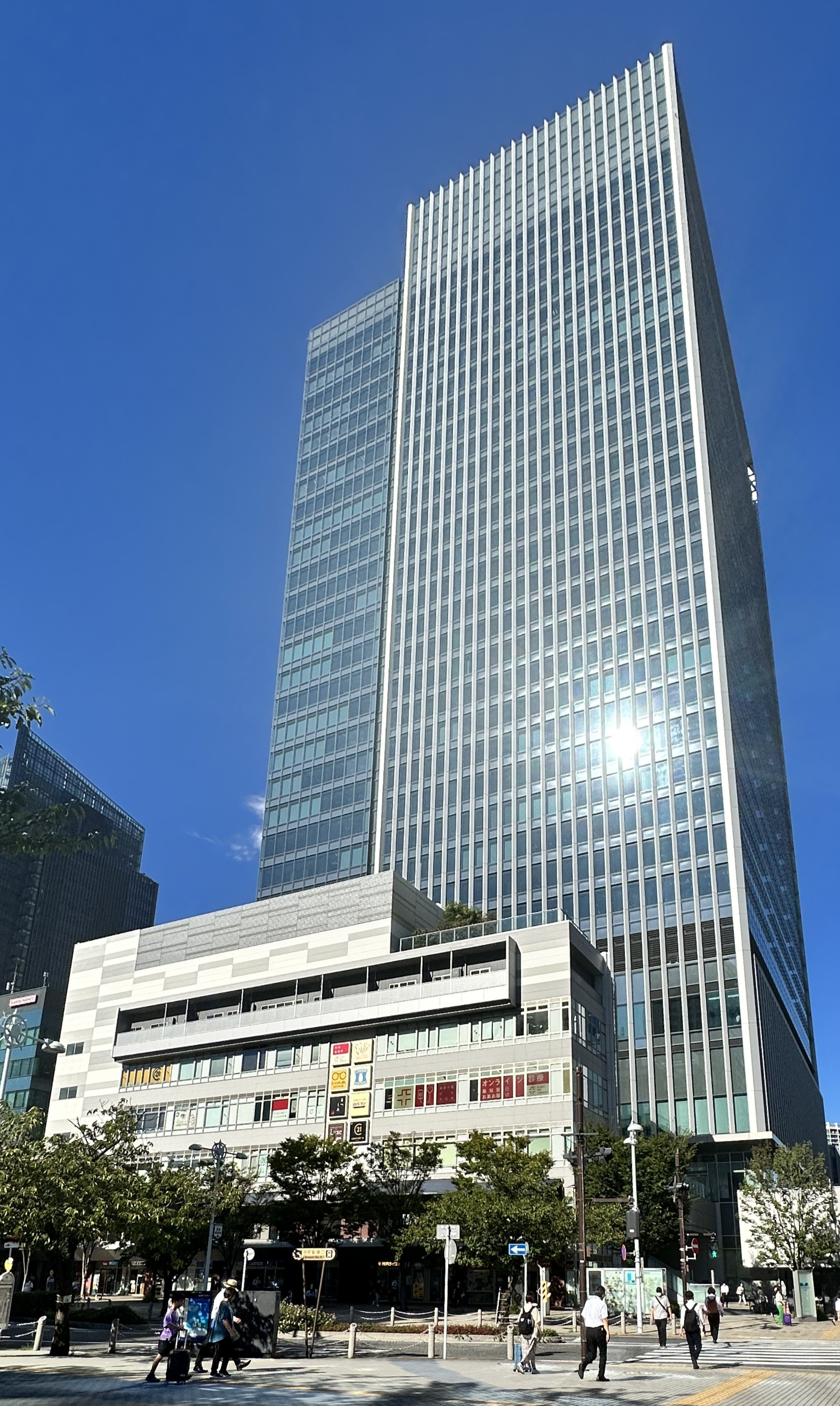
キオクシア本社の入っている田町ステーションタワーS（2021年10月）

「TEZUKA2020」のスポンサーは東芝メモリであり、プロジェクトは同社がキオクシアへと社名を変更するにあたってのキャンペーンとして立ち上げられたもので、ジェイ・ウォルター・トンプソン・ジャパンが代理店となった。
制作メンバーは下記の通りになっている。
| 役割                 | メンバー                         | 出典   |
| -------------------- | -------------------------------- | ------ |
| 協力                 | 手塚眞、松原仁、迎山和司、栗原聡 | [ 23 ] |
| シナリオ             | あべ美佳                         | [ 24 ] |
| ネーム               | 桐木憲一                         | [ 24 ] |
| キャラクターデザイン | 瀬谷新二（手塚プロダクション）   | [ 24 ] |
| 人物の作画           | つのがい（手塚プロダクション）   | [ 24 ] |
| 背景                 | 池原しげと（手塚プロダクション） | [ 24 ] |

手塚眞が『アトム ザ・ビギニング』の監修を行った際、AI監修者として参加した松原、栗原らAI研究者、技術者らと縁ができたことで、2019年に東芝メモリからの打診を受けて制作が始まった。
松原のもとには2019年6月、『アトム・ザ・ビギニング』を掲載する『月刊ヒーローズ』を抱えるフィールズより打診があった。承諾した松原は『アトム・ザ・ビギニング』の制作に携わったAI研究者に声をかけ、栗原が参入。また漫画を制作するAIの可能性について研究を行っていた迎山がプロジェクトに加わった。
2019年8月に行われた基本的な考え、整合性のための打ち合わせで、Wunderman Thompson Tokyoから目標設定に関して宣伝のための目標設定について触れられた。社名変更の周知であるため、時間が経過してからではなく、手塚治虫の命日で日本では「漫画の日」の制定されている翌年2月9日までが適しているとされた。

### 作品設定
作品制作にあたってはまず、手塚が多く連載を抱え、キャラクターがメインとなる物語を描いていた1970年代に発表されたものを中心として、制作メンバー2人が手塚作品の長編65作を29項目に、メンバー13人が一話完結で40ページ以下の短編作品131話の展開を、金子満が提唱する13フェイズ構造に合わせて13の構造に分け、いずれも手塚プロのスタッフが行った。また、手塚作品の各テーマや登場人物の特徴、信念、設定を記載したものを手塚プロから受け取った。さらに、手塚作品自体の特徴のアンケートを実施した。これらの情報では量が少ないと思われたため、概念辞書としてWordNetを利用して、WordNet上の同族語を使って単語を増強した。このとき、プロジェクトに合わないテーマ「AIの暴走」「殺人」「SF 未来設定」といったネガティブ、現代ではない設定は生成させないように除外した。キャラの属性値入力やファイル設定は手塚眞が行い、プロットの生成は慶應義塾大学栗原研究室開発のASBS（Automatic Scenario Building System）が使われた。同研究室所属の学生の中から希望者がプロット生成に参加、今まで扱ってこなかったGANによる手法はどれが良いか検討しながら使った。
こうして作られたデータをもとに、AIが作品の舞台、主人公の年齢、性別、性格、3幕構成のあらすじなどが書かれたプロットを生成。その中から制作メンバーが特に興味深いものを選び、20本程度のプロットを手塚眞に見せたが、どれもつまらないと言われてしまった。試行錯誤の結果、制作チームはきちんと話が繋がる、すっきりした結末の完成度の高い作品を目指した。しかし最終的には、やや奇抜な内容で、主人公にも奇矯な人物としての個性を持たせるよう変更がされた。
AIがはじき出した主人公は「日比谷にいる哲学者で、役者でもある」。またテーマにはギリシャを選んだ。作品のタイトル及びタイトルロールは、「哲学」を日比谷公園で語る「浮浪者のような主人公」で「テーマがギリシャ」であることから、ギリシャの哲学者ソクラテスの最期を描いた作品『パイドン』にちなんで名づけられた。バラバラな言葉ながらそれこそが手塚治虫らしい発想方法で、結果的に主人公はAIであるという設定にも至った。これは手塚治虫が落語の三題噺のように「3つのテーマを元にストーリーを作る」という手法をとっていたことに倣ったものである。手塚治虫の再現とは、具体的には手塚が漫画の着想を記していた「構想ノート」のようなものを作り出すことを意味していた。
手塚キャラには、天才的な能力を持つ者が一般的な職業に就いて活躍するパターンと、普通の人が特異な状況に巻き込まれて少しずつ問題を解決していくタイプの2パターンがあるが、「ぱいどん」はそのどちらでもなく、科学技術による最先端のデバイスを使いこなすことで活躍を見せる。当初は1話読み切りの予定だったが、AIによるストーリーには含みが多く、それでは収まらないため前後編に変更された。
慶應義塾大学理工学部教授の栗原聡の研究室にプロジェクトが持ち込まれた際、ちょうど研究室に所属する大学院生が「小説を作るAI」を研究しており、技術の応用に繋がると考えてプロジェクトに参加した。

### キャラクターデザイン
漫画画像にはキャラの輪郭を表す線しか特徴がないため、GANによるキャラクターの生成については、上手くいくのか疑問が持たれており、白黒の線画である漫画画像の生成も、初の試みとみられた。
プロット生成と同時に、急ぎAIにキャラクターのデザインを学ばせるため、手塚漫画からキャラの顔画像を切り抜き、ラベル付けするアノテーションが行われた。迎山研究室開発の漫画を読むAIに手塚作品のデータを入れ、顔の方向や表情などを抽出、それに対して機械学習による画像生成で行い、多くの似た画像を生成、その中から人が好ましいものを選んでキャラクターデザインをしようとした。しかしキャラクターの顔が正面から綺麗に描かれたものは少なく、プロジェクトは壁にぶつかってしまう。顔がデフォルメされ、感情を露わにした絵では顔が崩れてしまい、正面を向いた画像を人が選び、主人公のようなキャラでは特徴が強過ぎて学習に悪影響があると考えられたため除外すると通常の画像生成アプリでの訓練データが数万から数十万枚なのに対して約6000枚と少なく、ブラック・ジャック500枚、アトム500枚を加えて顔らしさは出てきたが、不十分な出来だった。女性キャラは手塚作品では整った顔が多く、漫画を読むAIは認識し、パターンを限定しながら良質な画像を集めようとして女性キャラのみ1100枚で学習させたがこれまた不十分な出来となった。大きな鼻や三つ目のような極端な造形も多く、どの程度正面ならいいのか、顔から下はどの程度切り取るならいいのかなどは全くの手探りであった。その作業は当初、自動で行うソフトを使ったが、中途半端な精度であったため結局は全て人力になった。切り取ってから汗マークを消すなどの作業も難儀であった。数千枚だったキャラクター画像を、左右反転や角度変更を入れて2万枚まで増やしたが結果が出ず、一時は2020年2月の完成予定が危ぶまれる事態となった。
そこで、今度はアニメ画像をデータとしてAIに作成させると、クオリティの高いものが出来上がった。転移学習ではソースとターゲットがどれだけ似ているかが重要で技術者は上手くいかないと異口同音だったが思った成果が出ていない中でまず試してみたところ、顔らしい画像、多様性のあるものが生成された劇的な結果となった。しかし漫画家チームから「手塚治虫」に挑戦するのに、本人以外の手による絵で生成することに対して疑問が持たれ、やはり漫画からデータ化することになる。
制作チームは結局、多数の人の顔画像を元に人の顔を作り出すNVIDIAの顔生成システム、StyleGANを応用して学習させることでこの難局を乗り切った。もともと、手塚治虫が人の顔を見てキャラクターデザインをしていたこともあり、手塚眞もこの手法に同意した。アニメ画像を基にしたものは完成度が高すぎ、漫画キャラとして人が完成させるときのインスピレーションが起こりにくかったが、それに比べて実写画像の転移学習をさせたものは味が出たものになり、作家が手を入れやすくなる自由度が出た。特徴的なキャラは除外していたがブラック・ジャックやアトムのような有名キャラの影響を受けた画像が生成されないのはどうかとの意見もあり、その2つにデータオーグメンテーションをした4000枚を転移先データに加えて生成、多様性が大きく向上し、それらから主人公の原型が生成された。またStyleGANは眼鏡をかけているかいないかのような細かい調整も可能である。
深層学習のために使うPCは栗原研究室にあるものではスペックが全く足らず、計算結果を見て調整を繰り返す必要があったが1回1か月もかかってしまうため、半導体の品質管理業務のために活用していたキオクシアに協力を仰ぎ、それでも一度の計算に3日、1週間に2回程度の調整機会で、計算が途中で停止してしまうときもあった。学習すればするほど良くなるわけでもなく、学習のし過ぎで顔が崩壊してしまうこともあって、学習を止めるタイミングも考える必要があった。
StyleGANの機能、StyleMixingを使って手塚治虫らしい整った顔が生成されるようになった。そして、作家チームに自在にキャラを生成、シナリオに合うキャラを選んでもらうために容易に顔を調整、確認ができるようにリアルタイムに生成できるUIも開発した。主人公のぱいどんの顔には、やや憂いがある目付きで何かを隠していると感じられるデザインのものが選ばれた。扉絵のキャラのペン入れはロボットが行った。
生成された画像で両目の視線が合っていないキャラがあり、技術者は不出来だと考えていたが漫画家チームは相手の方を向いているが焦点が合っていない他のことを考えているような視線はキャリアを積んだ漫画家ではないと描けない表情、ニュアンスであり、登場キャラとして採用、他のことを考えているという設定も追加された。
不完全、飛躍のあるものが評価されたのは不完全なものを見てそれをどうすれば、またはどんな前提があれば作品になるかを人は無意識に考えているのではないかと、東芝研究開発センターヒューマンセントリックラボラトリーの折原良平はみている。
漫画家チームより鳥キャラクターがシナリオに登場することになったためそれを生成できないかと言われ、当初は転移先データに鳥を混ぜればいいと考えられたが、その主人公の相棒、アポロの顔生成は最後の難関となった。手塚作品の鳥キャラクターは人よりずっと少なく、人キャラクターも混ぜて生成すると鳥らしいものはほとんどなくなってしまった。仕方なく、先の実写の人画像をベースに手塚キャラの特徴を学習させ、それらしいキャラを生成できるようにしてから転移、そして鳥画像のみからの学習と生成をした結果、崩れ気味ながらも手塚の特徴を持つ、生き生きしたデザインが生成された。
読者を物語に引き込むための演出である、手塚独特の「コマ割り」はデータ化できておらず、今後の課題となった。ただし、手塚眞は「”ぱいどん”のコマ割りは手塚の特徴に合わせて斜めやコマから絵がはみ出すなど自由自在なものにこだわり、読者は気付かないかもしれないが躍動感を持たせ、効果的な演出ができた」と語っている。

### 雑誌掲載決定
作品の発表にあたり、プロジェクトチームは「手塚作品は紙に印刷されてページをめくる感触、記憶を含めて漫画ではないか」として紙媒体での掲載にこだわり、コミュニケーションロボット「ATOM」を共同開発した経緯から、講談社の『モーニング』に掲載を打診する。しかし同誌編集長の三浦敏宏は「このプロジェクトはほぼ人間によるものであり、やっていることは同人誌と変わらない。キャラとプロットを考えるだけの存在を漫画家といえるのか」と疑問を呈し「AIがどこまでやれるのかを見たい気持ちはあるものの、AIが描いた漫画といえる段階ではない」として一旦は掲載を断った。だが、栗原聡が「制作を続けるほど、AIが漫画を作ることは難しく、人がしていたことの凄さを思い知った」と語ったことで、三浦はその心境が『鉄腕アトム』でアトムを作った天馬博士の「ロボットは人間にはなれないのか」と苦悩する姿に似ていると気付き、手塚治虫が生きてこの事態を見ていたら面白がったのではと考えた。こうしてプロジェクトメンバーと編集部が深く話し合った結果、AIが果たした役割を読者に対して明確に提示することを条件として、掲載決定となった。

## 反響
産経デジタルが運営するユーザー参加型のニュースサイト『iza』では、
Twitterの意見を取り上げている。それによると、ストーリーが手塚作品らしさを感じさせるとの好意的な感想が寄せられる一方で、コマ割りが手塚らしくない、デッドコピーとみなすなどの否定的な意見も見られた。また、同時期に物議を醸した「AI美空ひばり」の新曲『あれから』と同様の捉え方もあった。
作品披露イベントに出席したちばてつやは、ぱいどんというキャラクターについて「懐かしい感じがしました。『どろろ』『ブラック・ジャック』、いろんな手塚治虫さんの血が入っている、そういうキャラクターだったので懐かしかったです」と言い、作品を読んだ矢部太郎は「キャラクターがすごく魅力的で、『ブラック・ジャック』的な性格があったり、『三つ目がとおる』を彷彿とさせるようなギミックがあったり、すごくリスペクトを込めて作られていることが感じられました」としている。
手塚るみ子は「そもそも手塚治虫の新作って思ってないし。AIなんだから」と発言している。
新聞では東京新聞は「筆洗」において「カラー扉絵に懐かしさで胸がいっぱいになるファンもいるはずだ。主人公の姿。タイトル。色づかい。人間との共同作業とはいえAIがここまで巨匠の作風を再現できるとは。知らなければ、新作と勘違いする」、朝日新聞の「天声人語」では『鉄腕アトム』で天馬博士が亡くした息子そっくりのアトムを作り上げるが、それは息子ではなく人形だとなり、サーカスに売り飛ばしてしまったことに触れてから「（ストーリーは）確かに手塚の考えそうな気がする。科学者や悪役を描くタッチも昔の手塚作品で見たような。それでも長年のファンからすれば何か違う気がして、こう叫びたくなる。『あなたは手塚先生じゃない』」と書いた。
読売新聞の石田汗太は本作は手塚ファンにとって踏絵のようなところがあるとしてから、AIが描き出したキャラクターに感心を示し、未発表だった手塚のスケッチだと言われば信じるレベルで彼の絵を元にしているなら当然といえるが線の歪みなど妙に人間臭く、主人公も1970年代の手塚らしさがあり、絵も手塚のようだが、全体のストーリー構成は本人の足元にも及ばず、手塚の上手さは絵でなく、後編のヒョウタンツギの使い方も即物的で受け入れられず、作品としては凡作であるとした。
石田は、AIによる主人公の絵はともてもオーラがあるため、制作陣はそれを活かし切れずに人が凡庸にしてしまった可能性を指摘、ただ、本作をつまらないと切り捨てるのは簡単だが短期的な評価だけではなく、将来的に手塚のAIが直接ペンで漫画を描く時代が到来し、再評価されれば、もしかしたら本作を読んだ人はとんでもないことに立ち会っていることになるかもしれないとしている。
TEZUKA2020プロジェクトは本作の制作で漫画のプロット、キャラクターの顔をAIを活用して生成、新作漫画を完成させたことがAIを創造的作業に活用したとして2020年度人工知能学会「現場イノベーション賞 銀賞」を受賞した。

### キャンペーン成果
Google検索ワードランキングでは作品披露イベント直後に急上昇し最高20位に到達、発表から10日以上経った2020年3月9日も検索数が上昇、発表前は本作のタイトルで検索するとプラトンの『パイドン』関連ものばかりがヒットしたが披露イベント直後から本作関連が増加、3日で9割を占めた。Twitterキーワードランキングでは「手塚治虫」のワードが「TEZUKA2020」のウェブサイトが開設した2月7日の直後と披露イベントの2月27日にピークがあり、後者は新型コロナウイルス感染症（COVID-19）関連の話題によりやや控えめだった。
Wunderman Thompson Tokyo調べによると、作品発表時にキオクシア公式サイトへのアクセス数が増加、社名の周知には一定の効果があったとみられている。
テレビ番組31、新聞96、雑誌11、ウェブサイト463に取り上げられ、その時間を広告費に換算すると2月7日から3月9日までに露出量総額は約10億円で、広告費的にはテレビでの露出が多かった。

## 製作者の自己評価

### プロジェクト成果
自身もクリエイターである手塚眞は、以前よりAIに関心を持っており、企業とのコンピュータープログラムの共同開発プロジェクトを率いた経験があった。そのため制作を打診された際には「AIに手塚漫画が描けるかいえば無理だと思ったが可能性はある、むしろ絶対あるしやってみる価値はあり、素敵な話だと思った。」、やるならハードルの高いところへダメ元で挑もうとしたが、同時に「見開き漫画程度か、雑誌掲載となるとずっと先、10年以上はかかるだろう」と考えてもいた。予想よりずっと早く作品が完成したことについては、後に「まるで手塚治虫の漫画の中のよう」だと感慨を述べている。
プロジェクトの成果については「AIで手塚の新作を作ることに抵抗はなく、作品が面白ければ良く、人でもAIでも読者の心を動かすことが大事だった」と語った。そして、手塚の作品が業界から批判されつつも、やがて世間や後進に受け入れられたことを思い、パイオニア精神と新技術に対する好奇心を持ち、許容していくのが遺族として手塚治虫を継承することである、と考えるようになったという。
そして「『ストーリー漫画』とも呼ばれた手塚漫画を再現するには、しっかりとした構造を持つストーリーとキャラクターの生成が不可欠であり、『ぱいどん』ではここまでを取り組みとして果たすことができた」と評価した。
「AI美空ひばり」については「（故人を取り扱うことについて）ディレクションする人の考え方による。『ぱいどん』は（人物ではなく）あくまで作品であり、既に手塚作品を元にした新作は多く存在するため、事情が異なる」と述べている。
栗原は「TEZUKA2020」の企画が立ち上がった当時、AI研究者としての立場から「AIで手塚治虫を蘇らせ、新作を作らせるという発想は危険だ」と忠告したことを踏まえ、「TEZUKA2020」は、あくまでも手塚治虫の知識を活用して新しいものを生み出すこと、そのためにAIはどこまでサポートできるかを実験するプロジェクトである」と述べている。そして、AIは個人の個性やフィルターの影響を受けることなく「手塚治虫が描きそうなもの」に向けて修正を繰り返すことができる、という点で、人による物真似を超えられるかもしれないとしている。
また栗原は「AI美空ひばりの場合は、AIの利用方法ではなく演出が結果的に否定的な意見を生んだ。声だけの再現なら賛否は生じなかったが、背景や衣装により生々しいCGが際立ち、観客へ語りかける場面も相まって直観的に不気味に映ったのではないか」と指摘した。

### 作品の評価
松原は「本作に手塚治虫らしさを感じられるのは、AIがはじき出したものを使った手塚眞や手塚プロのおかげで、AIの力は限定的である」とした。
制作メンバーからは「この手のプロジェクトは、作品が面白くなければ、かなり炎上していたはずです。それが、好意的な反応のほうが明らかに多かった。やっぱり『面白いは正義』ですよね」との発言があり、手塚眞は本作が話題になったのは「AIが制作に携わったからというよりも、マンガの内容が面白かったからではないか」と意見を述べている。